# Oxyopes kumarae
Oxyopes kumarae is een spinnensoort uit de familie van de lynxspinnen (Oxyopidae).
De wetenschappelijke naam van de soort werd in 2005 gepubliceerd door Bijan Kumar Biswas & Rakhi Roy.